# Туркестанський фронт
Туркестанський фронт — оперативно-стратегічне об'єднання військ РСЧА за часів Громадянської війни та боротьби з басмацтвом. Був утворений на території ТуркВО наказом РВР Туркестанської АРСР 23 лютого 1919 року. Як основний фронт РСЧА утворений директивою головкома 11 серпня 1919 на території Самарської, Астраханської, Оренбурзької губерній та Уральської області шляхом перейменування з 14 серпня 1919 року Південної групи армій зі складу Східного фронту (штаб розміщувався в Самарі).
До 1920 року Туркестанський фронт включав до свого складу 3 стрілецьких і 4 кавалерійських дивізії, частини Оренбурзького, Уральського й Актюбінського укріпрайонів, а також велику кількість дрібних загонів (до 36 тис. багнетів і шабель). Разом Туркестанський фронт налічував 114 тисяч чоловік.

## Склад
В состав Туркестанського фронту входили:
- Астраханська група військ (до 14 жовтня 1919 року, згодом увійшла до складу 11-ї армії)
- 4-а армія
- 1-а армія
- війська Туркестанської АРСР (з 25 серпня 1919)

Станом на 31 липня 1922 року:
- 1-а Туркестанська стрілецька дивізія

- 1-й Туркестанський стрілецький полк
- 2-й Туркестанський стрілецький полк
- 3-й Туркестанський стрілецький полк

- 2-а Туркестанська стрілецька дивізія

- 4-й Туркестанський стрілецький полк
- 5-й Туркестанський стрілецький полк
- 6-й Туркестанський стрілецький полк

- 3-я Туркестанська стрілецька дивізія

- 7-й Туркестанський стрілецький полк
- 8-й Туркестанський стрілецький полк
- 9-й Туркестанський стрілецький полк

- 4-а Туркестанська стрілецька дивізія

- 10-й Туркестанський стрілецький полк
- 11-й Туркестанський стрілецький полк
- 12-й Туркестанський стрілецький полк

12 жовтня 1922 — червень 1926:
- 13-й стрілецький корпус

## Бойові дії
У травні — липні 1919 року війська Туркестанського фронту розгромили Туркестанську армію — збройне формування Збройних сил Півдня Росії в Закаспійській області.
1919 року розгромили Південну армію Колчака, прорвали блокаду Туркестану (13 вересня) та з'єднались із військами Туркестанської АРСР.
До середини жовтня вели бої проти Уральської козацької армії генерала Толстова та армією Денікіна в районі нижньої Волги й Уралу.
В Уральсько-Гур'ївській операції 1919—1920 років розбили Уральську білокозацьку армію та аласько-ординські війська, а невдовзі ліквідували білогвардійські війська у Семиріччі.
В результаті Бухарської операції 1920 було скинуто режим Бухарського еміра.
У 1921–1926 роках війська Туркестанського фронту боролись із басмацтвом у Ферганській долині, Східній Бухарі та Хіві.
12 жовтня 1922 командувач військами Туркестанського фронту видав наказ № 345 про формування 13-го стрілецького корпусу з частин, розташованих на території Бухарської Народної Республіки та Самаркандської області. Управління розміщувалось у місті Нова Бухара. Корпусом керувала Реввоєнрада.
Після придушення басмацтва, у червні 1926 року Туркестанський фронт було переформовано на Середньоазійський військовий округ.

## Командний склад
Командувачі:
- Іван Бєлов (квітень — серпень 1919) — командував Туркестанським фронтом ТАРСР.
- Михайло Фрунзе (15 серпня 1919 — 10 вересня 1920)
- Григорій Сокольніков (10 вересня 1920 — 8 березня 1921)
- Володимир Лазаревич (8 березня 1921 — 11 лютого 1922)
- Василь Шорін (11 лютого — 18 жовтня 1922)
- Август Корк (18 октября 1922 — 12 серпня 1923)
- Семен Пугачов (12 серпня 1923 — 30 квітня 1924)
- Михайло Левандовський (30 квітня 1924 — 2 грудня 1925)
- Костянтин Авксентьєвський (2 грудня 1925 — 4 червня 1926)

Деякі члени РВР:
- Петро Баранов
- Шалва Еліава
- Валеріан Куйбишев
- Ян Рудзутак
- Рейнгольд Берзін
- Олександр Тодорський
- Микола Кузьмін

Начальники штабу:
- Олександр Балтійський (15—23 серпня 1919 та 2 жовтня 1919 — 18 березня 1920)
- Олександр-Валеріан Андерс (18 березня — 29 квітня 1920)
- Федір Шафалович (24 вересня 1920 — 16 грудня 1922)
- Олександр Шуваєв (15 жовтня 1923 — 25 квітня 1924)